# 판교대장초등학교
판교대장초등학교(板橋大庄初等學校)는 대한민국 경기도 성남시에 있는 공립 초등학교이다.

## 연혁
- 2021년 6월 1일 : 판교대장초등학교 개교

## 같이 보기
- 판교대장중학교